# Pomi (gmina)
Pomi – gmina w Rumunii, w okręgu Satu Mare. Obejmuje miejscowości Aciua, Bicău, Borlești i Pomi. W 2011 roku liczyła 2182 mieszkańców.